# Arapov brijeg
Arapov brijeg (928 m) je krajnja  uzvisina podvlašićkog platoa u dolini rijeke Vrbanje, na potezu između Čudnića i Kovačevića potoka.

## Opis
Arapov brijeg pripada kompleksu strmih padina od Ravnog omara na Ilomskoj (1.100 m) i  Vrbanje (612 m), koja, u sudaru sa matičnom stijenom mijenja smjer toka pod uglom od oko 90 stepeni: sa prethodnog jugozapadnog  pravca skreće na sjeveroistok. U taj lakat rijeke se ulijevaju dvije desne pritoke Vrbanje: Čudnić  sa sjeveroistočnih padina  Arapovog brijega i bezimeni potok, sa jugoistočne.
Okolne padine i sam Arapov Brijeg, djelimično su  obrasli   hrastovo–grabovom  šumom i škrtim poluvlažnim površinama.

## Legenda
Porijeklo znakovitog imena ovoga brda nije pouzdano poznato.  Moglo bi poticati iz perioda osmanlijske vladavine ovim krajem, kada se tu nastanio izvjesni Arap, a moguće i čovjek sa takvim nadimkom. Postoji i legenda o tiraniji  „prekomorskog crnog Arapina“ nad lokalnim stanovništvom, koji je „udario namet na vilajet“, uzimao desetinu  i naplaćivao druge dažbine.  Na Petrovu polju se još uvijek pripovijeda o junaštvu Marka Kraljevića („od Prilepa Marko“) , koji je navodno pogubio Arapina, razrušio mu dvore i  oslobodio cijeli kraj.